# 大島武 (経営学者)
大島 武（おおしま たけし、1963年 - ）は、日本の経営学者。専門はビジネス実務論、パフォーマンス研究。東京工芸大学芸術学部教授、ロンドン大学経営学修士。全国大学実務教育協会ベスト・エデュケーター・オブ・ザ・イヤー最優秀賞受賞。日本ビジネス実務学会副会長、国際パフォーマンス学会副理事長等を歴任。
父は映画監督の大島渚。母は女優の小山明子。「なぜ君は総理大臣になれないのか」「香川1区」を制作した映画監督の大島新は弟。女優・映画プロデューサーの大島瑛子は叔母にあたる。既婚。

## 人物・経歴
神奈川県横浜市生まれ。湘南学園小学校、藤沢市立湘洋中学校、神奈川県立湘南高等学校を経て、1988年一橋大学社会学部卒業。妻は湘南高校の同窓で、弟や長男も同校出身。
もともとは小学校教諭志望だったが父から反対され、大学卒業後はNTTに入社。1994年ロンドン大学インペリアル・カレッジ・ビジネス・スクール修了、MBA（経営学修士）。
教師になりたいという思いから、1995年にNTTを退社し、1996年東京工芸大学女子短期大学部講師に就任。1998年同助教授。2004年東京工芸大学芸術学部基礎教育助教授。2007年同准教授。2012年同教授。
専門はビジネス実務論やパフォーマンス研究。プレゼンテーション指導などに従事し、2003年には財団法人全国大学実務教育協会ベスト・エデュケーター・オブ・ザ・イヤー最優秀賞を受賞。日本ビジネス実務学会副会長、国際パフォーマンス学会副理事長等を歴任。

## 著書
- 『はじめて学ぶ社会学』（高木聖,村田雅之と共著）慶應義塾大学出版会 2006年、第2版2016年
- 『「相手の聞きたいこと」を話せ! : プレゼンテーション・マインド』マキノ出版 2006年
- 『ワークで考える現代社会コミュニケーション』（飯塚順一編著、共著）西文社 2009年
- 『ケースで考える情報社会 : これからの情報倫理とリテラシー』（畠田幸恵,山口憲二と共編著）三和書籍 2010年
- 『プレゼン力が授業を変える！』メヂカルフレンド社 2010年
- 『プレゼンテーション概論』（編著）樹村房 2014年
- 『君たちはなぜ、怒らないのか : 父・大島渚と50の言葉』（大島新と共著）日本経済新聞出版社 2014年
- 『ビジネス実務総論』（水原道子と共編著）樹村房 2017年